# Araucarioides
Araucarioides és un gènere extint de coníferes que pertany a la família de les araucariàcies (Araucariaceae). L'espècie tipus Araucarioides linearis se coneix des de l'Eocè primerenc de Tasmània, amb fòssils que inclouen fulles aïllades (que caracteritzen el gènere), parts del con de coníferes, així com possibles llavors, associat amb el pol·len de Dilwynites tuberculatus. Una altra espècie només coneguda per les fulles, Araucarioides falcata es coneix del Cretaci superior (Campanià) de Nova Zelanda. L'anàlisi filogenètica suggereix que Araucarioides linearis està estretament relacionat tant amb Agathis com amb Wollemia més que amb Araucaria.